# Brita Tott
Pour les articles homonymes, voir Tott.
Birgitte Olufsdatter Thott (en danois) ou Brita Olovsdotter Tott (en suédois) est une administratrice royale et la plus importante propriétaire foncière de la noblesse scandinave de son époque. Elle vit au XVe siècle et a une influence notable sur les politiques danoise et suédoise. Elle est parfois appelée Frun på Hammersta (la dame de Hammersta) d'après sa propriété du même nom dans le Södermanland.

## Jeunesse
Brita Olovsdotter est la fille du chevalier danois Olof Axelsson Thott, le descendant de l'une des familles nobles les plus influentes des pays nordiques, et de Karen Jensdotter Falk, l'héritière du château de Vallø. Elle épouse en 1442 le chevalier suédois Ehrengisle Nilsson le Jeune, héritier du domaine de Hammersta à Nynäshamn. 

## Trahison

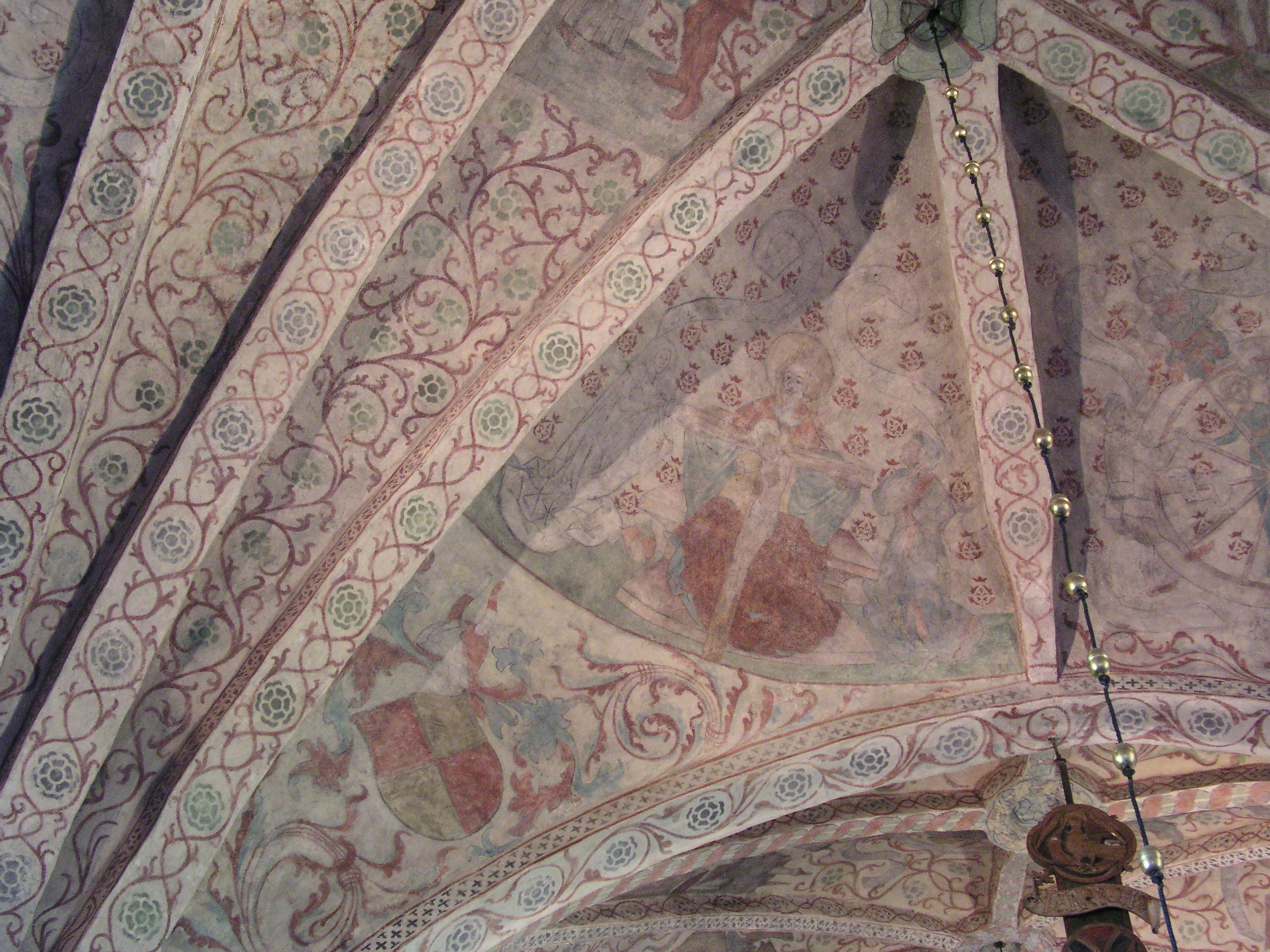
"Le propitiatoire" (église d'Ösmo). Dieu le Père tient la croix avec le Christ. Une colombe, le Saint-Esprit, descend sur la tête du Christ. À droite, le chevalier Erengisle Nilsson (Hammerstaätten). À gauche, sa femme Brita Olovsdotter Tott, dans un costume blanc avec les armoiries Tott peintes sur l'ourlet de la robe,.

Pendant la guerre entre Danois et Suédois, vers 1451, Olovsdotter participe aux discussions stratégiques avec le roi de Suède Karl Knutsson. Mais impliquée dans un complot contre le roi, elle informe les Danois des positions militaires suédoises, leur permettant de prendre la forteresse de Lödöse.  
Pour cela, elle est traduite en justice à Stockholm en 1452 et condamnée à être brûlée vive pour haute trahison, mais sa peine est commuée en emprisonnement à vie. Elle passe un certain temps dans le couvent de Kalmar avant de reprendre sa vie normale.  
Après sa libération, en guise de pénitence, elle aurait commandité les peintures murales réalisées par Albertus Pictor dans l'église d'Ösmo. Sur l'une de ces peintures, elle est représentée vêtue d'une robe blanche, agenouillée. Ses armoiries et celles de son mari sont peintes dans les voûtes.

## Héritage et accusations de contrefaçon
En 1469, Olovsdotter devient veuve et gère seule ses immenses domaines. En septembre 1470, ses belles-filles, les enfants de son mari d'un précédent mariage contestent son héritage des biens suédois (Hammersta et une vingtaine de fermes) et sa belle-mère, Anne Jensdatter Present, conteste son héritage des biens danois.     
Olovsdotter présente une lettre de donation (morgongåvebrev) datée de 1442 et signée par son mari. Ergengisle Gädda, représentant des belles-filles, déclare que la lettre de donation n'est pas valide en Suède car émise au Danemark mais le Conseil royal approuve la lettre, donnant raison à Olovsdotter. Il revient à la charge en 1472, cette fois-ci il prétend que la lettre est un faux forgé par l'écrivain Jep Pedersson. Le tribunal rejette à nouveau l'accusation.    
En 1475, Olovsdotter fait don du domaine d'Hammersta à la cathédrale d'Uppsala et du château de Vallø à la couronne danoise puis quitte la Suède pour le Danemark.   
En 1479, les belles-filles d'Olovsdotter comparaissent une nouvelle fois devant le tribunal au sujet de la donation, présentant une nouvelle lettre de donation émise en 1446. En 1484, la justice donne raison aux enfants d'Erengisle Nilsson et leur donne le droit de racheter la succession mais celle-ci avait déjà été donnée en 1475.  
De 1484 à 1495, Olovsdotter est nommée administratrice du comté du domaine royal de Dronningholm Slot ved Arresø, poste qu'elle occupe jusqu'en 1495. En 1495, elle quitte le Danemark pour la Suède, où elle passe ses dernières années. Dans son testament, elle laisse sa succession au régent suédois Sten Sture l'Ancien et à la cathédrale d'Uppsala, ce qui provoqua une grande confusion.  
Ses dates de naissance et de mort sont inconnues, mais elle était encore vivante le 3 mars 1498. 